# Saint-Joseph-des-Bancs
Saint-Joseph-des-Bancs ist eine französische Gemeinde mit 191 Einwohnern (Stand 1. Januar 2022) im Département Ardèche in der Region Auvergne-Rhône-Alpes. Die Bewohner werden Bancheraux genannt.

## Geografie
Der Ort liegt umringt von den Gebirgszügen der Cevennen und ist Teil des Regionalen Naturparks Monts d’Ardèche. Das Gemeindegebiet wird vom Flüsschen Sandron durchquert, das hier auch noch Ruisseau de Moulet genannt wird.